# Snowboarding na Zimowych Igrzyskach Paraolimpijskich 2018 – slalom kobiet
Slalom kobiet – jedna z konkurencji rozgrywana w ramach snowboardingu na Zimowych Igrzyskach Paraolimpijskich 2018. Zawody rozegrano 16 marca 2018 roku w dwóch klasach.

## SB-LL1
W rywalizacji wystąpiło 5 zawodniczek z 3 państw.
| Miejsce | Nr | Zawodniczka      | Reprezentacja     | Czas 1      | Czas 2      | Czas 3      | Czas    | Strata |
| ------- | -- | ---------------- | ----------------- | ----------- | ----------- | ----------- | ------- | ------ |
| 01 !    | 2  | Brenna Huckaby   | Stany Zjednoczone | 1:00,23 (1) | 56,17 (1)   | 57,24 (2)   | 56,17   | -      |
| 02 !    | 5  | Cécile Hernandez | Francja           | 1:02,64 (2) | 1:00,23 (2) | 56,53 (1)   | 56,53   | +0,36  |
| 03 !    | 1  | Amy Purdy        | Stany Zjednoczone | 1:09,61 (4) | 1:06,00 (4) | 1:05,40 (3) | 1:05,40 | +9,23  |
| 4       | 4  | Nicole Roundy    | Stany Zjednoczone | 1:09,57 (3) | 1:05,69 (3) | 1:07,56 (4) | 1:05,69 | +9,53  |
| 5       | 3  | Michelle Salt    | Kanada            | DSQ         | 1:23,65 (5) | 1:07,69 (7) | 1:07,69 | +11,52 |

## SB-LL2
W rywalizacji wystąpiło 8 zawodniczek z 5 państw.
| Miejsce | Nr | Zawodniczka      | Reprezentacja     | Czas 1      | Czas 2      | Czas 3      | Czas    | Strata   |
| ------- | -- | ---------------- | ----------------- | ----------- | ----------- | ----------- | ------- | -------- |
| 01 !    | 10 | Bibian Mentel    | Holandia          | 1:02,25 (1) | 1:00,42 (2) | 56,94 (1)   | 56,94   | -        |
| 02 !    | 7  | Brittani Coury   | Stany Zjednoczone | 1:05,28 (3) | 1:00,90 (3) | 59,87 (2)   | 59,87   | +2,93    |
| 03 !    | 13 | Lisa Bunschoten  | Holandia          | 1:04,18 (2) | 1:00,04 (1) | 1:01,40 (3) | 1:00,04 | +3,10    |
| 4       | 12 | Renske van Beek  | Holandia          | 1:16,85 (6) | 1:04,14 (4) | 1:02,21 (4) | 1:02,21 | +5,27    |
| 5       | 11 | Sandrine Hamel   | Kanada            | 1:06,92 (4) | 1:05,53 (5) | 1:10,50 (6) | 1:05,53 | +8,59    |
| 6       | 9  | Astrid Fina      | Hiszpania         | 1:10,54 (5) | 1:26,35 (6) | 1:07,11 (5) | 1:07,11 | +10,17   |
| 7       | 6  | Arlene Cohen     | Stany Zjednoczone | 1:48,63 (7) | 1:44,46 (7) | 1:49,05 (7) | 1:44,46 | +47,52   |
| 8       | 8  | Sedigheh Rouzbeh | Iran              | 6:30,75 (8) | 3:29,18 (8) | DNS         | 3:29,18 | +2:32,24 |